# Remartinia rufipennis
Remartinia rufipennis là loài chuồn chuồn trong họ Aeshnidae. Loài này được Kennedy mô tả khoa học đầu tiên năm 1941.